# アウェアネス・リボン

赤いリボン（レッドリボン）は、エイズに対する戦いの象徴として世界的に用いられている

アウェアネス・リボン（英: Awareness ribbon ）とは、輪状に折った短い一片のリボン、もしくはそれを描いた絵などで、アメリカ・カナダ・オーストラリア・イギリス、その他世界各地で着用者（使用者）が社会運動、もしくは社会問題に対して、さりげない支援や賛同の声明を出す方法として使用されている。

## 概要
輪状に折った短い一片のリボン、もしくはリボンを描いたものを着用し、社会運動に対してさりげない支援を表明する方法である。ヨーロッパで始まり、世界中に広まった。
アウェアネス・リボンの背景にある意味は、その色によって決まる。非常に多くの組織が支援か配慮のシンボルとしてのリボンを採用しているため、様々な運動が同じ色のリボンを用いる場合がある。いくつかの運動は1つ以上の色によって表される。例えば、赤色または緑がかった青色は薬物乱用を表すことがあり、紫または白はアルツハイマー病を表すことがある。
アウェアネス・リボンは、衣服にピンで留められるか、車のアンテナのような物の周りに結ばれる。より大きな運動が提起されている時には巨大なリボンが作られ木や柱のような物の周りに結ばれることがある。
車の装飾品としてのアウェアネス・リボンも存在する。これはノースカロライナ州・キングにあるマグネット・アメリカ社 が生産した黄色の「我らの軍を支援しよう」のリボン・マグネットが成功を収めた後、広く一般に広まったものである。

## 一覧
様々な運動が特定の色のリボンをシンボルに使っており、以下はその一例である。
| 運動                           | 題目 |
| ------------------------------ | --- |
| ホワイトリボン                 | - 平和、飢餓 - 母体保護、母子の健康 - 阪神・淡路大震災への追悼・感謝・復興の願い - 思春期の性的少数者の自殺を予防 - ブラック企業撲滅 |
| ブルーリボン                   | - インターネットでの言論の自由の支持・擁護 - 北朝鮮による日本人拉致問題被害者の生存を信じ救出を願う - 任務中に死亡した警官に対する哀悼・表彰 - 2014年香港反政府デモにおける親中派・香港警察支持 - 2019年-2020年香港民主化デモにおける親中派・香港警察支持 - パーキンソン病 - 慢性疲労症候群 |
| レッドリボン                   | - エイズの理解・支援 - 飲酒運転撲滅 |
| パールリボン                   | - 肺癌撲滅・検診推進 |
| パール&ホワイトリボン          | - 肺癌撲滅・禁煙推進 |
| ピンクリボン                   | - 乳癌の予防・啓発 |
| シルバーリボン                 | - 脳に起因する病気・障害を持つ人（精神障害・知的障害・発達障害・神経難病・認知症・高次脳機能障害）への偏見払拭、理解促進 |
| グリーンリボン                 | - 環境保護活動 - メンタルヘルス問題への世間の意識向上、偏見払拭、正しい知識の普及 - 臓器移植の普及 - 臍帯血の有用性と臍帯血を用いた再生医療の促進を啓蒙（コードリボン運動と呼ぶがリボンはグリーンで少しオレンジが入る） |
| パープルリボン                 | - アーノルド・キアリ奇形 - アルツハイマー病 - 胃腸 - 潰瘍性大腸炎 - 化膿性汗腺炎 - 加齢黄斑変性 - クローン病 - 計算障害 - 甲状腺癌 - サルコイドーシス - 小児脳梗塞 - 膵癌 - 摂食障害 - 線維筋痛症 - 全身性エリテマトーデス - 大腸癌 - 注意欠陥・多動性障害 - てんかん - 嚢胞性線維症 - 肺高血圧 - ハンチントン病 - アメリカ同時多発テロ事件の犠牲者 - 薬物過剰投与 - 外国人差別 - 荒野の消防士（英: wildland firefighter） - 宗教的不寛容 - 動物愛護 - 比例代表制導入（英国、2010年5月） - ホームレス支援 - 性的指向 - 養子縁組 - 女性への暴力防止運動、ドメスティック・バイオレンス根絶 |
| オレンジリボン                 | - 反人種差別 - ウクライナのための民主主義運動 - 児童買春・児童ポルノ根絶 - 児童虐待防止 |
| ブルー・アンド・イエローリボン | - ダウン症 |
| バイオレットリボン             | - ホジキン病（がんの一種）患者の生活の改善 |
| そら色リボン                   | - 性同一性障害 (GID)への理解 |
| レインボーリボン               | - LGBTや性的少数者への理解・賛同 |
| イエローリボン                 | - アメリカ合衆国やイギリスドイツスウェーデンなどにおける戦地の自国兵への連帯表明 - 反精神医学運動への賛同・連帯 - 障がい者支援、「障がい者自立支援法」に対する警告 - 平和の支持 - 2014年香港反政府デモ (雨傘革命)での民主派支持 - 2019年-2020年香港民主化デモにおける民主派支持 - 自衛官の海外派遣の際の現地での安全と活動の成功、無事帰還の祈念 - 十代（ティーン）の自殺防止 - ホームページ上のすべての情報に対して法的な「著作権」を主張しない - 脱原発を希望する（福島第一原発事故以降）                                                                                              |
| ブラックリボン                 | - 2001年9月11日（アメリカ同時多発テロ事件）への祈り - 死者への追悼・哀悼 - 政治によるインターネット上の自由への介入に反対 |
| ゴールドリボン                 | - 小児癌経験者のQOL向上支援 |
| ブラウンリボン                 | - 北方領土返還運動 - 反タバコ - 結腸癌・大腸癌患者の支援 |
| ティールアンドホワイトリボン   | - 子宮頸がん患者支援と子宮がん検診呼びかけのシンボル |
| サポートリボン                 | - 朝鮮学校の児童や生徒に対する連帯 |
| うぐいすリボン                 | - 表現規制反対運動への賛同・連帯、「表現の自由を守る」意思表示 |
| 透明リボン                     | - 外見からはわからない「目に見えない」障害や病気などの表明、またこれらの病気や障害を持つ人への支援・協力・連帯 |
| キミドリリボン                 | - 離婚や別居に於ける子供の連れ去り・引き離しを防止する啓発運動のシンボルマークとして誕生。君との絆を取り戻す・守るという意味が込められている。関連・親子風船、共同親権意識調査。 |
| マゼンタリボン                 | - 摂食障害の理解の促進（日本独自の活動）。 |
| 多色リボン                     | - 聖ゲオルギー・リボン - ロシアの愛国心とロシア連邦政府への支援を示す。特に戦勝記念日の期間に多用される。黒3本オレンジ2本の縞模様。 |

## アウェアネス・リボンへの批判
アウェアネス・リボンの増加は、努力も時間もお金もかけず「見せかけの支援」を人々に許すスラックティビズムの形であるとして批判された。コメディアンのジョージ・カーリンは、ネタの中でスラックティビズムを公然と非難し、大便を連想させる茶色のリボンを着けることを提唱した。